# Cantone di Quarré-les-Tombes
Il Cantone di Quarré-les-Tombes era una divisione amministrativa dell'arrondissement di Avallon.
È stato soppresso a seguito della riforma complessiva dei cantoni del 2014, che è entrata in vigore con le elezioni dipartimentali del 2015.
Comprendeva i comuni di:
- Beauvilliers
- Bussières
- Chastellux-sur-Cure
- Quarré-les-Tombes
- Saint-Brancher
- Saint-Germain-des-Champs
- Saint-Léger-Vauban